# 蒂马尔·马加什
蒂马尔·马加什（匈牙利語：Tímár Mátyás，1923年7月10日—2020年2月16日），匈牙利经济学家，政治人物。前匈牙利人民共和国财政部部长（1962年－1967年）、国家银行行长（1975年－1988年）。

## 生平
1923年生于莫哈奇。1941年至1942年在包姚皮革厂工作。1943年加入匈牙利社会民主党。1945年后活跃于党务工作。1949年毕业于首都法学院。1952年毕业于党校青年干部培训班。1950年至1960年在羅蘭大學执教。1955年任国家财政部副部长。1962年至1967年任财政部长。1969年获经济学博士学位。1975年至1988年任国家银行行长。1983年11月1日至11日，应中国人民银行行长吕培俭邀请，率领匈牙利国家银行代表团访华。
2020年2月16日逝世，终年96岁。